# Vlastiboř (okres Jablonec nad Nisou)
Vlastiboř je obec, která se nachází v okrese Jablonec nad Nisou v Libereckém kraji, asi 6 km severovýchodně od Železného Brodu v členité krajině Železnobrodské vrchoviny v nadmořské výšce 500 m n. m. Žije zde 133 obyvatel.

## Historie
Vznik sídla v období české kolonizace Železnobrodska v průběhu 14. a 15. stol První písemná zmínka je datována z přepisů berních rejstříků Návarovského panství z r. 1565, kde je zmíněno 7 hospodářů ve vsi Wlastiborz (Vlastiborův dvůr- lidově Lastiboř)
Osada historicky patřila spolu se sousedními sídly k panství Návarovskému. dále byla po r. 1848 sloučena katastrálně s Jílovým. V letech 1924 - 1980 samostatná obec, po roce 1980 sloučena s Držkovem a po r.1990 opět samostatná obec. 
Během 2. světové války, konkrétně od roku 1943, působila v obci i v okolí partyzánská skupina Konstantin, která měla hlavní úkryt v lesích právě u Vlastiboře. Prováděla sabotáže, přepadávala německé hlídky a ničila železnici od Malé Skály, Železného Brodu až k Jesennému. Na jihovýchodním okraji obce je umístěn památník věnovaný těmto událostem. V lese na úbočí Hvězdy vysoké 511 m je zachován partyzánský úkryt (50°39′11″ s. š., 15°18′53″ v. d.) s pamětní deskou, ke kterému vede zeleně značená turistická stezka.

## Pamětihodnosti
- kaple (ve středu vsi)
- pomník padlých v první světové válce (ve středu vsi)
- pomník padlých ve druhé světové válce a partyzánského hnutí (nad sokolovnou)
- křížek u čp. 92
- kříž v louce severně od čp. 27
- stavby lidové a tradiční architektury
- památkově chráněná zemljanka z doby druhé světové války (v lese jižně od vsi)
- pomník protifašistických bojovníků (nad zemljankou)

## Nejvyšší strom Česka
Jižně od vsi, na svahu vrchu Hvězda, při cestě v údolí bezejmenného pravostranného přítoku řeky Kamenice, se nachází starý porost douglasek tisolistých. Mezi nimi byl nalezen 168 let starý strom s výškou 64,1 metru, který je nejvyšším známým stromem v České republice.

## Osobnosti
- Jiří Malec – bývalý československý skokan na lyžích a olympijský medailista

## Fotogalerie

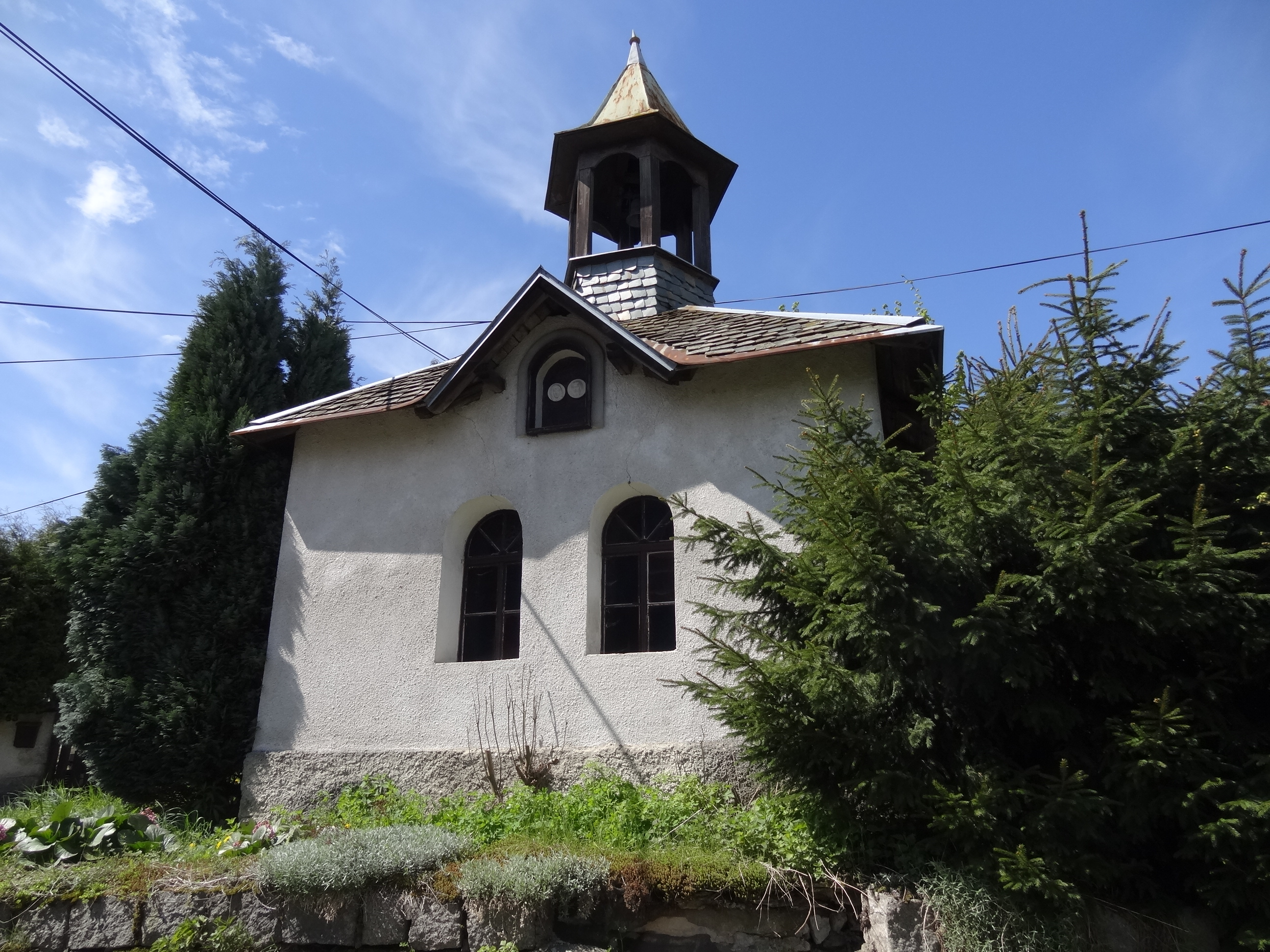
kaple
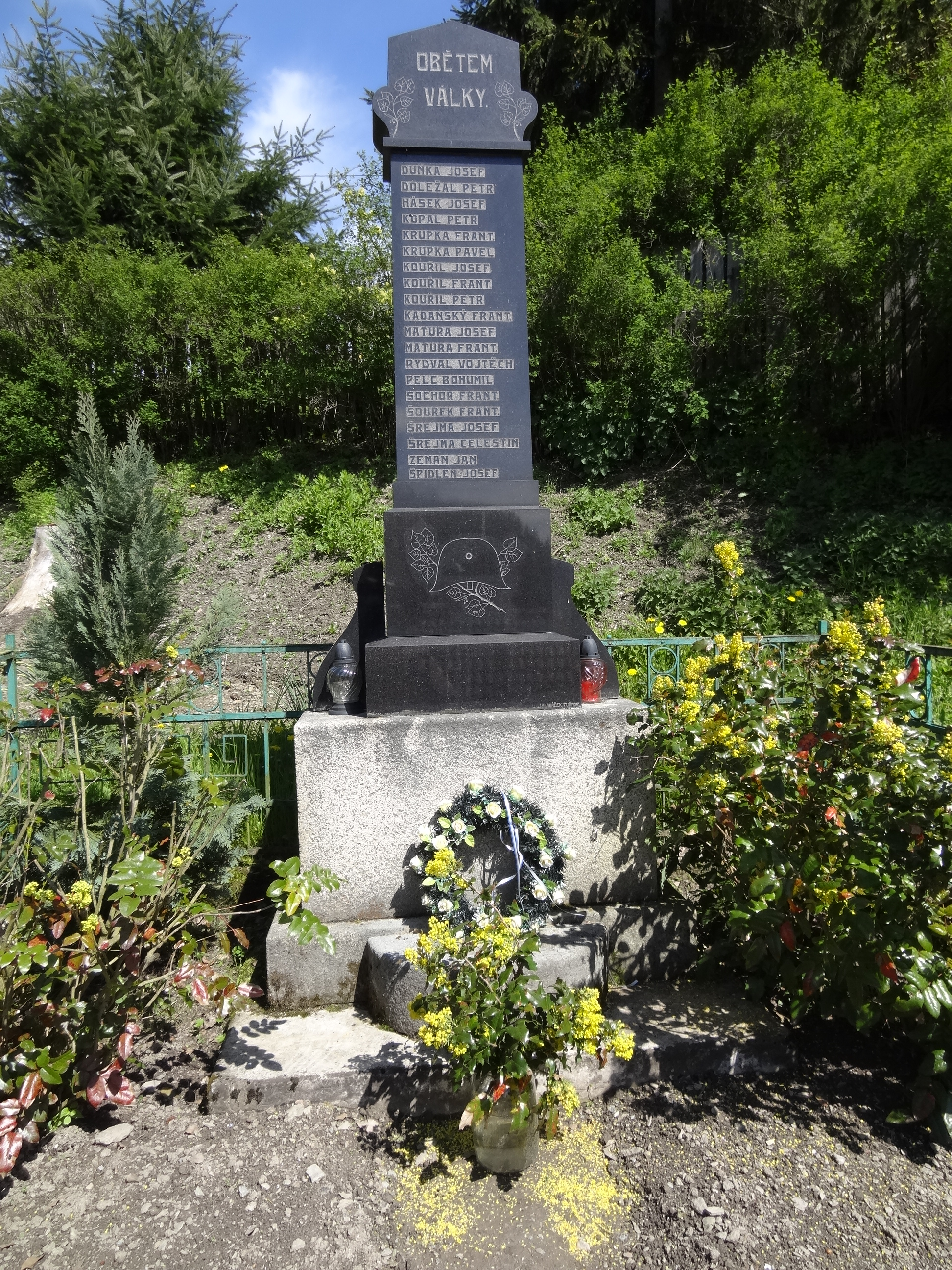
pomník padlých v první světové válce
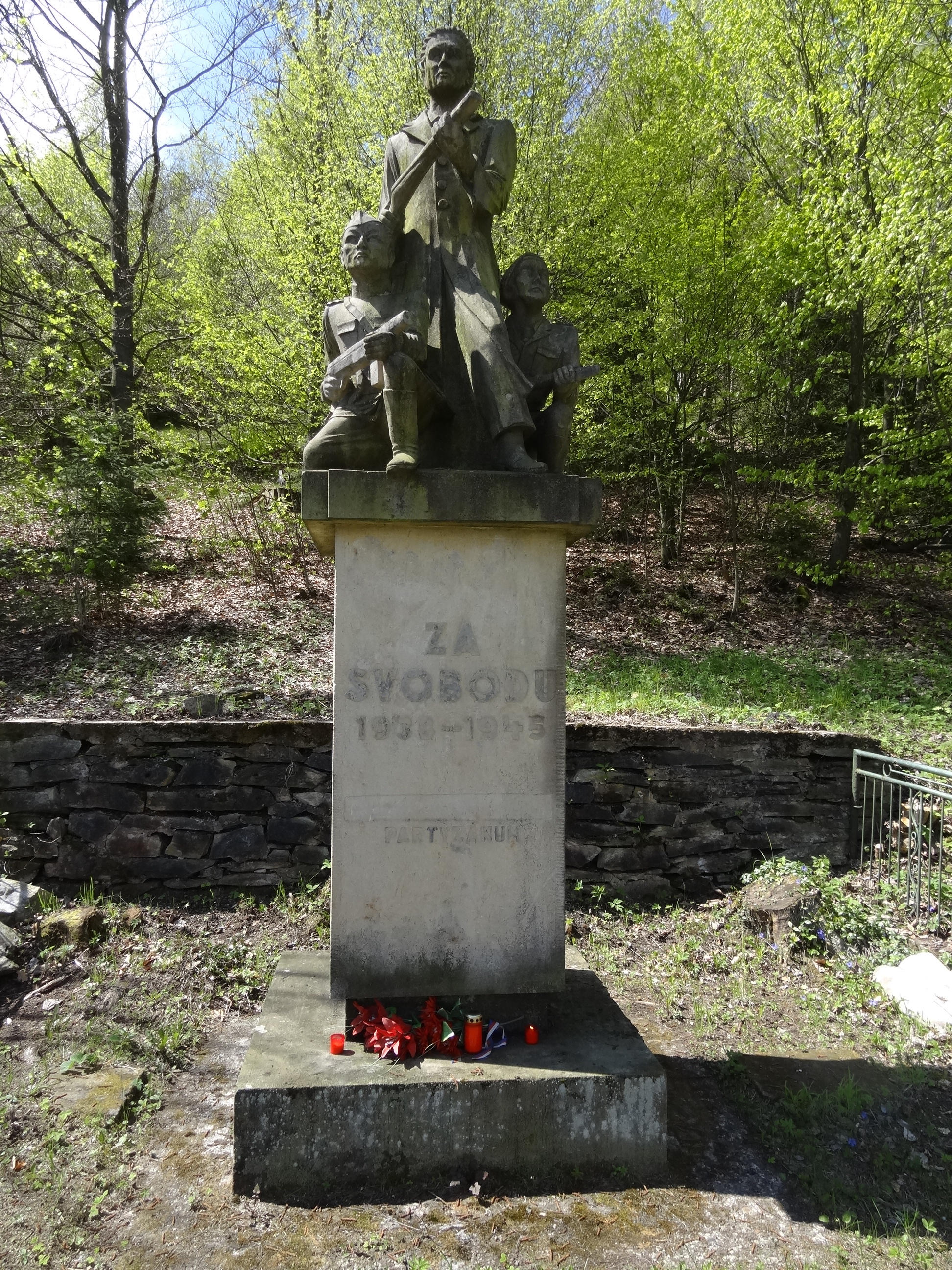
pomník obětí druhé světové války
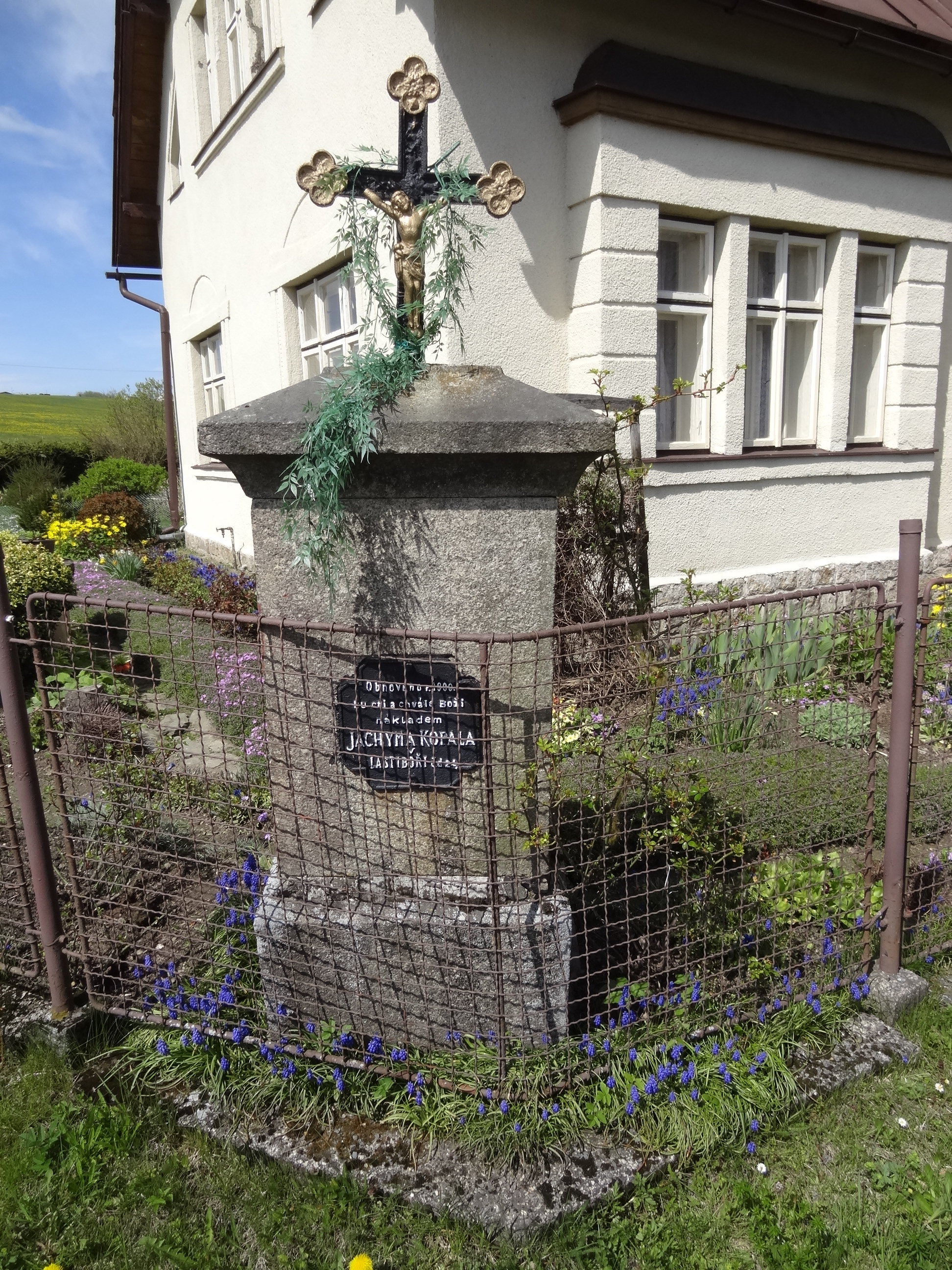
křížek u čp. 92
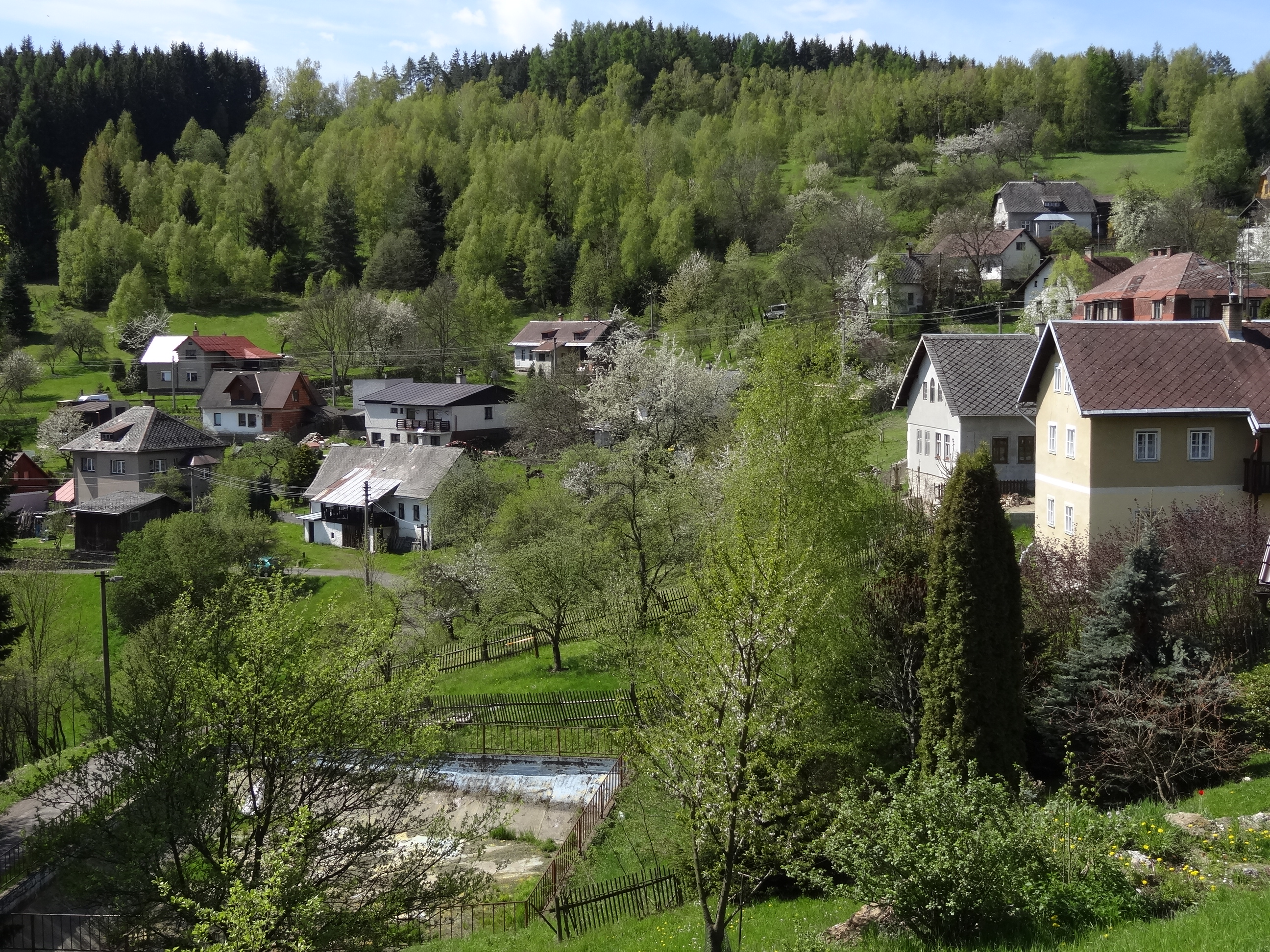
pohled na jižní část vsi
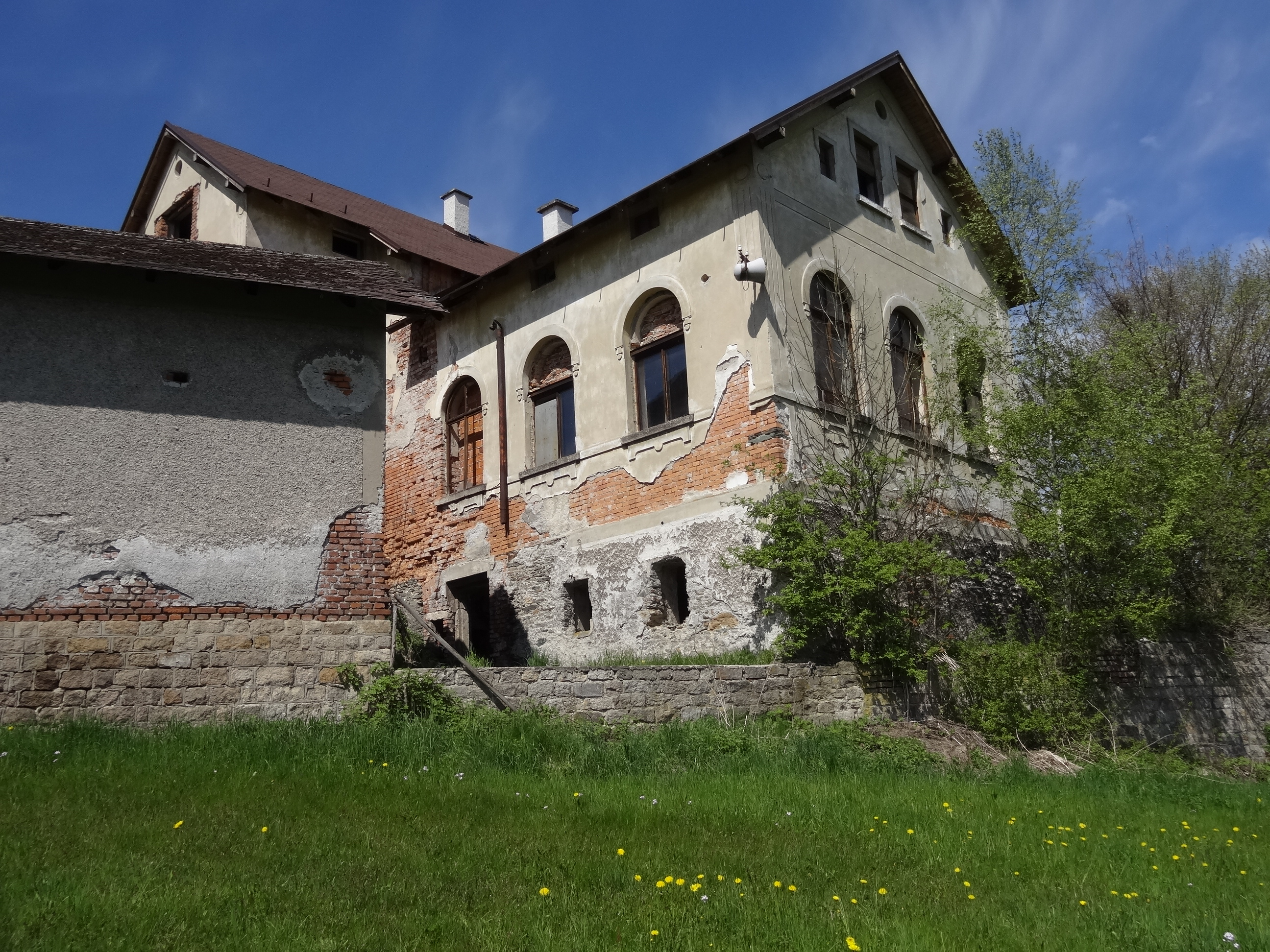
bývalý hostinec čp. 65
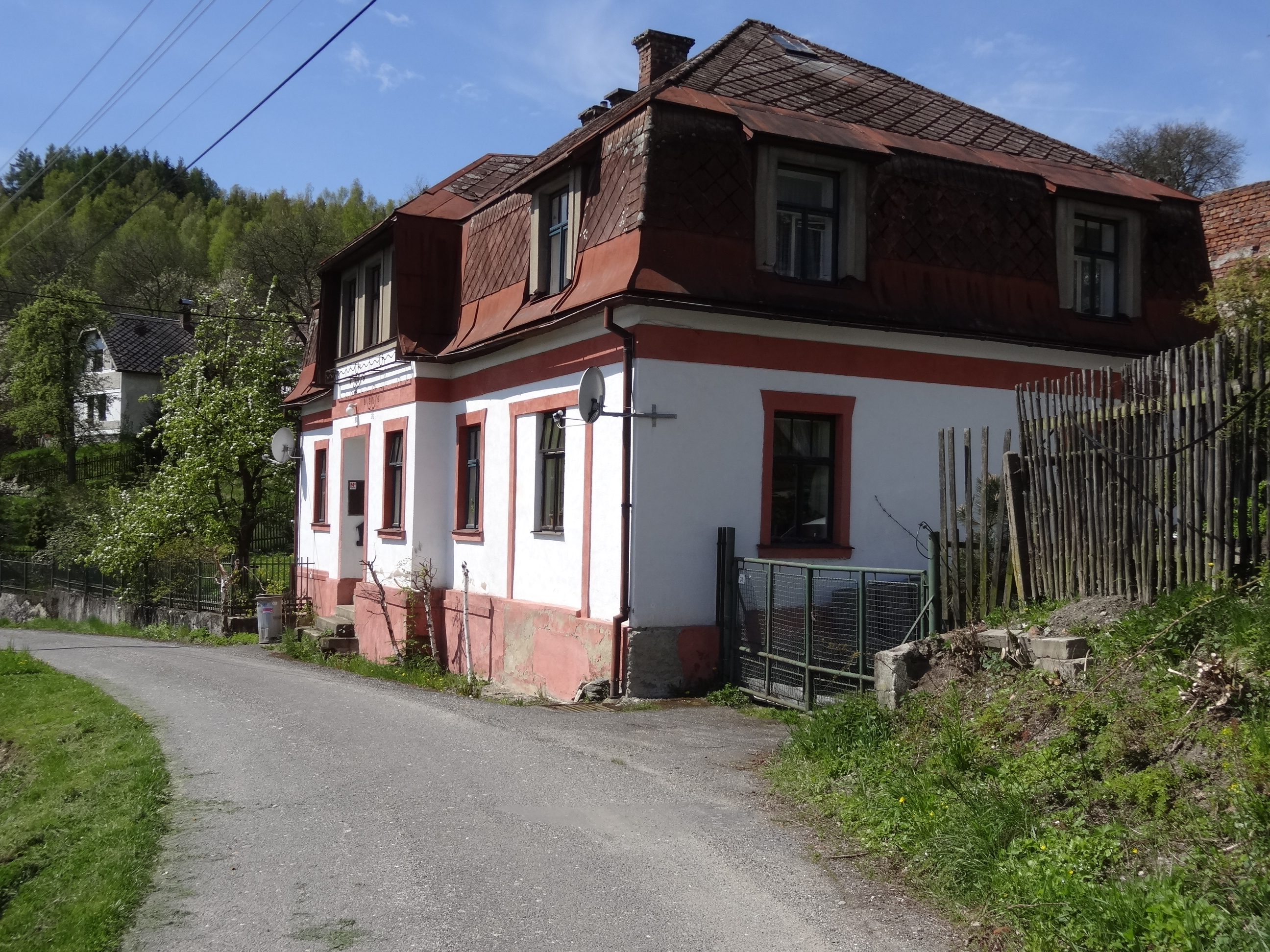
dům čp. 74
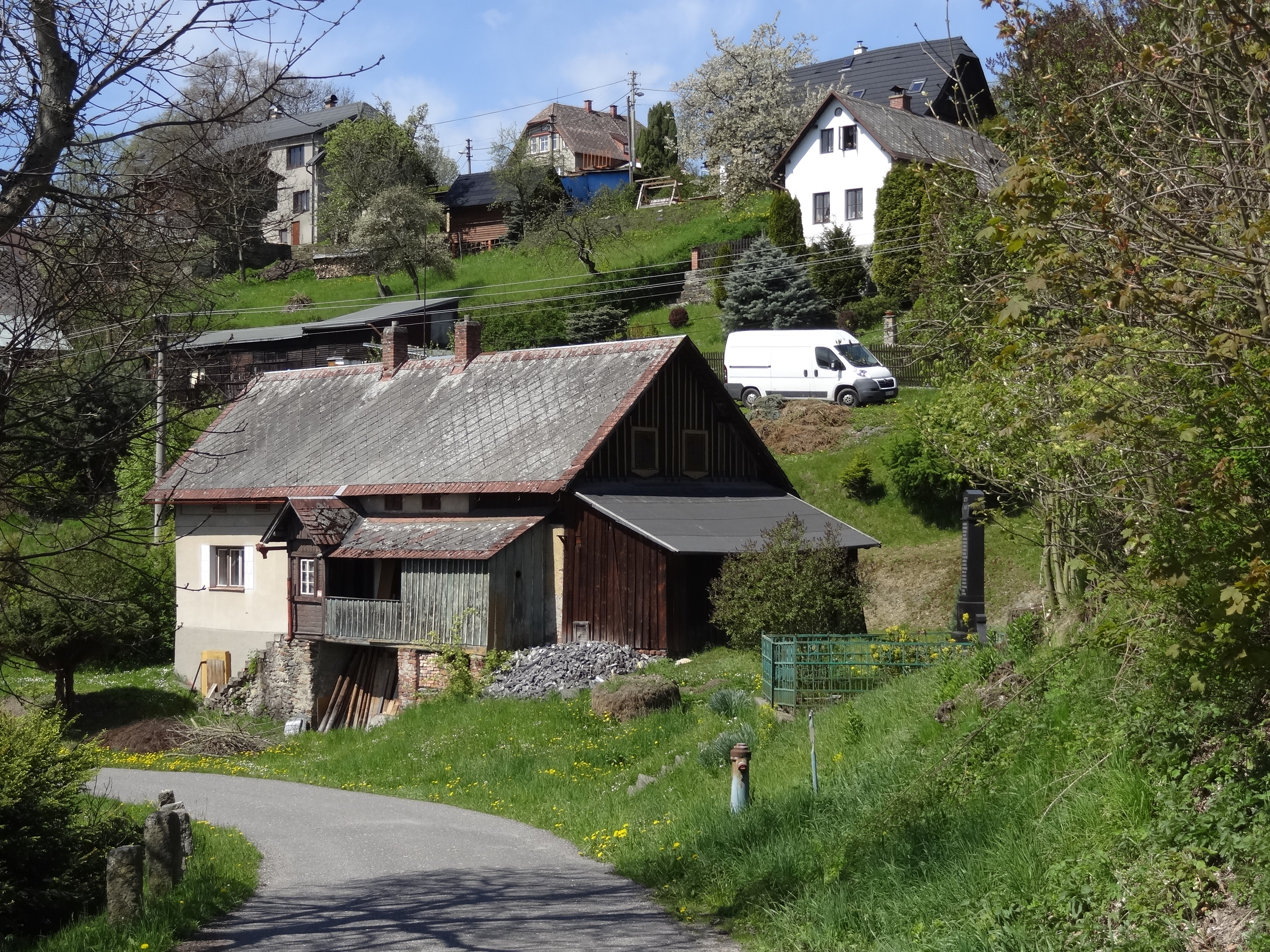
chalupa če. 549
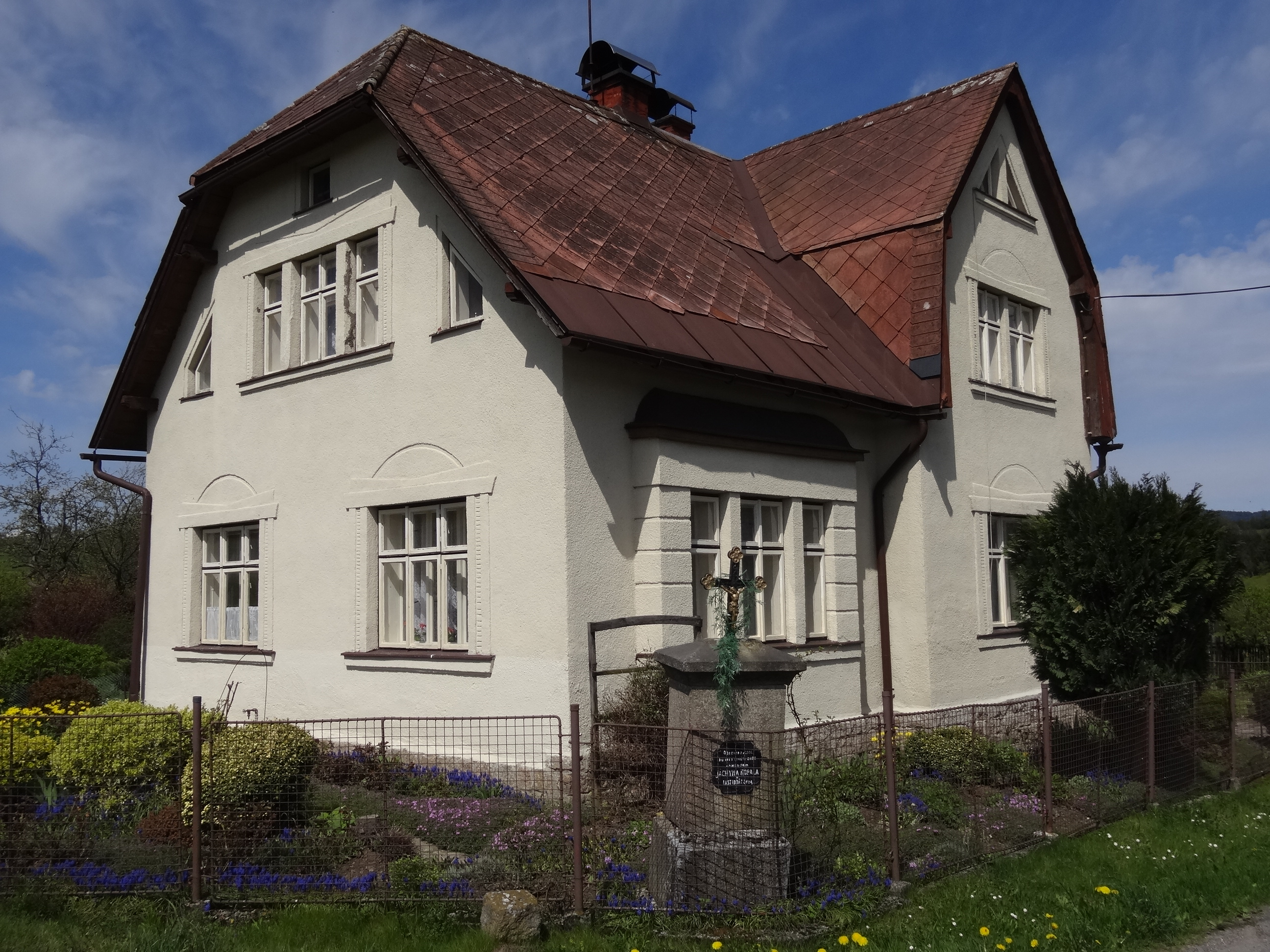
vilka čp. 92
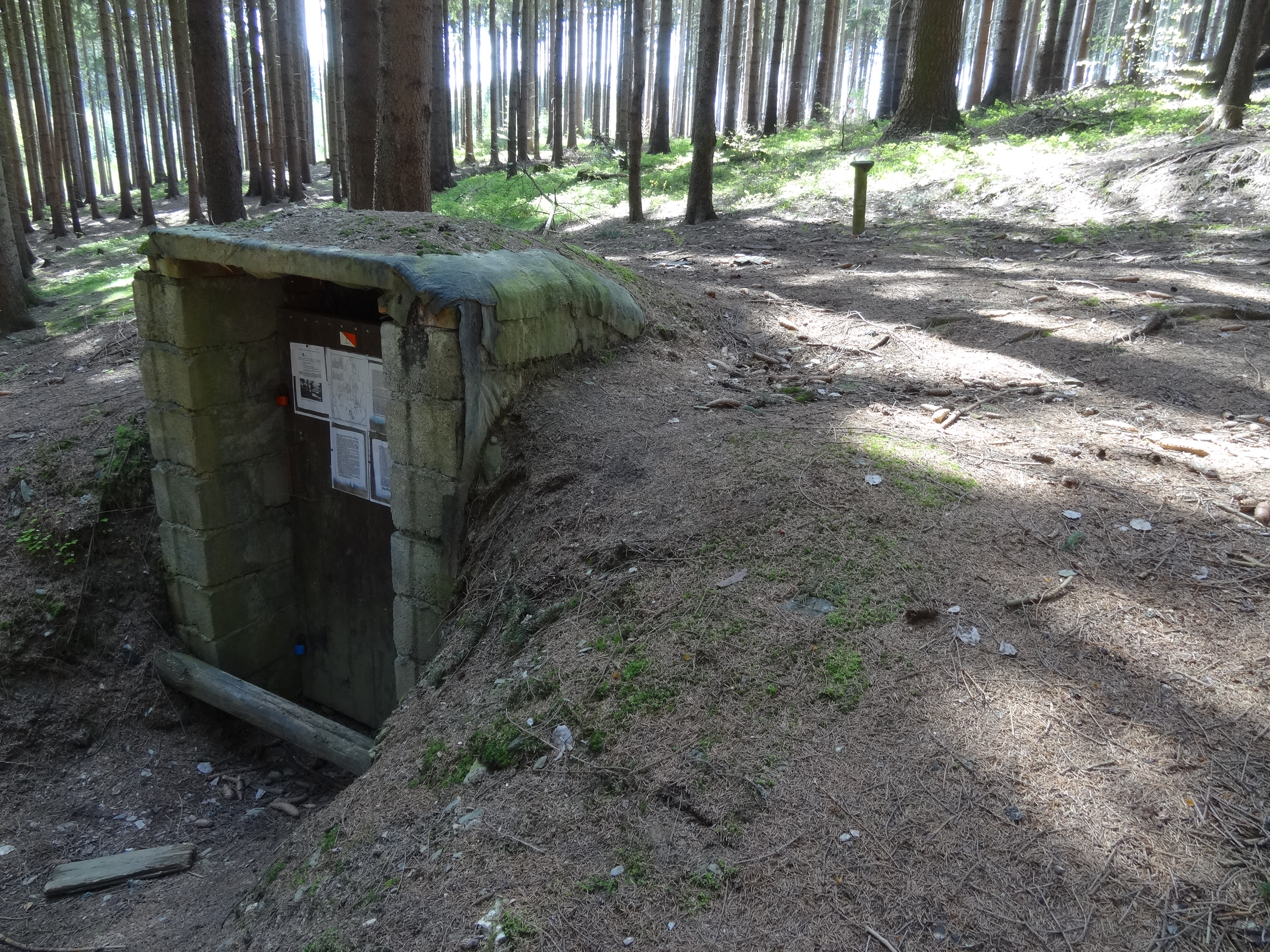
památkově chráněná zemljanka
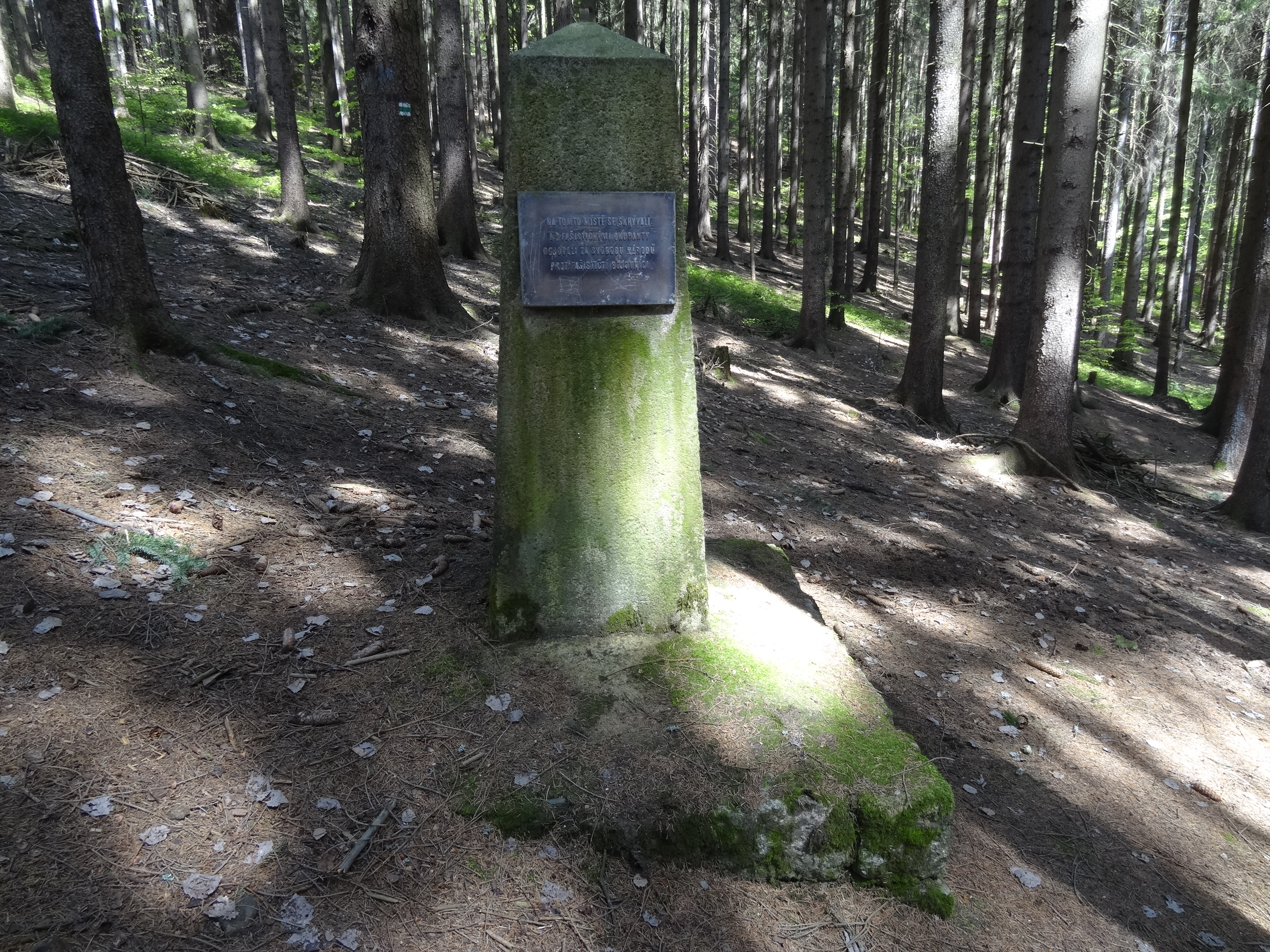
pomník protifašistických bojovníků nad zemljankou
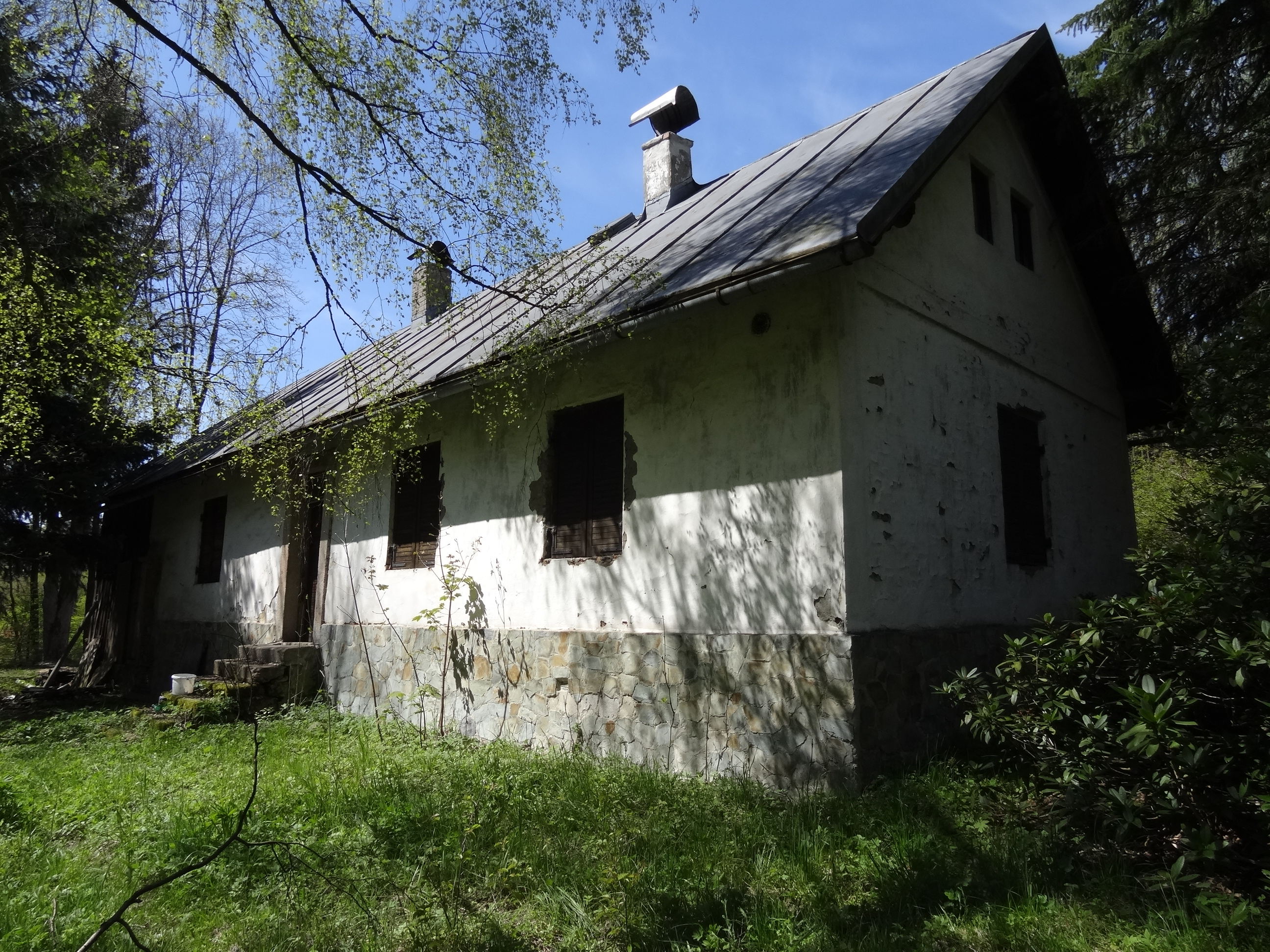
hájovna čp. 69 jižně od vsi - místo úkrytu odbojářů